# ダブリン高速輸送
ダブリン高速輸送（ダブリンこうそくゆそう、英: Dublin Area Rapid Transit）、通称 DART（ダート）は、ダブリン県フィンガル市のホウス駅、または同市のマラハイド駅からダブリン市のコノリー駅、ピアース駅を経由してウィックロー県ブレイのブレイ・デイリー駅、同県グレイストーンズのグレイストーンズ駅までを結ぶアイルランド国鉄が運営する鉄道路線である。アイルランドで唯一の電車路線である。

## 概要
DARTはダブリンの市内中心部を経由し、海岸沿いを走行しているダブリン郊外鉄道網の中核を成している。2018年には1240万人の乗客を運んでいる。
DARTは老朽化したディーゼル機関車列車を置き換えるために、1984年にアイルランド交通グループ（Córas Iompair Éireann）によって開通した。1987年にアイルランドの国営鉄道会社であるアイルランド国鉄に引き継がれた。現在の車両は直流1500Vの架空電車線方式を使用しており、アイルランドの1600mm軌間を使用している。2020年8月現在、「DART＋計画」が進行中であり、既存のコミューター路線を置き換える計画が立てられている。

## 歴史
現在のダン・レアリー＝ラスダウン市とダブリン市の間の路盤は、当初アイルランドの最初の鉄道であるダブリン - キングスタウン鉄道の一部として建設された。この路線はのちに北部分をベルファスト幹線、南部分をウェックスフォード幹線と接続し、シャンガナ分岐点でハーコート通り線と合流した。
1984年の電化以前は1950年代に製造されたCIÉ2600系気動車を使用して運行されていたが、1968年には時代遅れになったエンジンの予備品を入手することが不可能となり、共食い整備をするまでになっていた。より恒久的な解決策が確立されるまでの一時的な手段として、CIÉ2600系は1970年代初頭にCIÉ201系ディーゼル機関車によるプッシュプル列車に改造された。しかし、快適性と信頼性は低く、列車は常に満員状態であった。1970年代後半にはシステムの緊急改良の必要性が高まっており、車両のさらなる老朽化により交換部品の入手が困難になっていた。

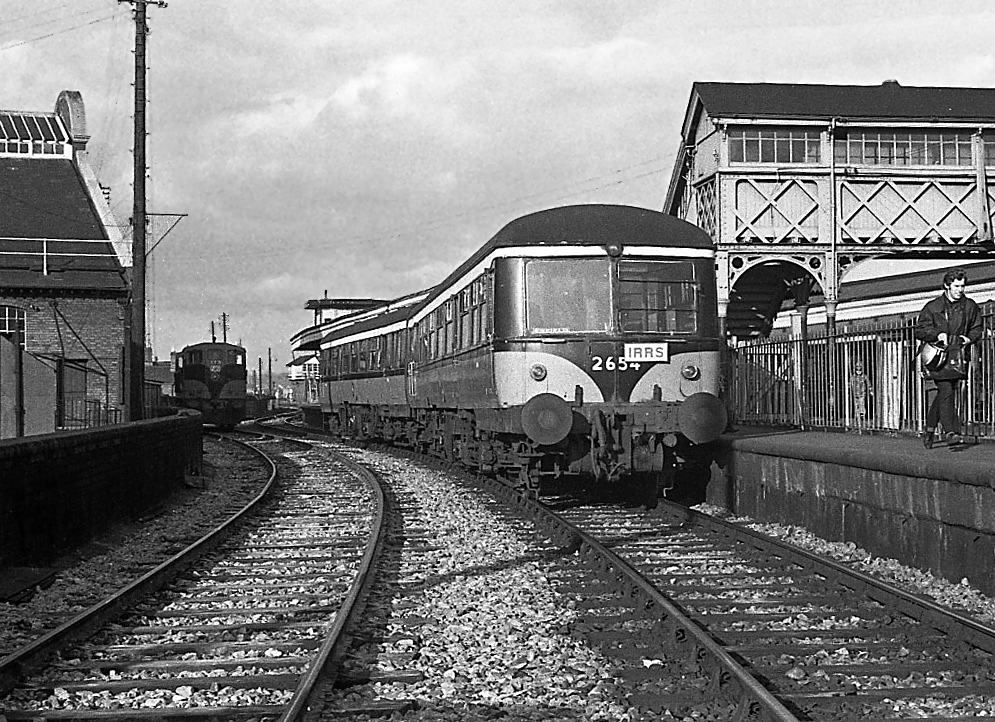
CIÉ2600系（1975年4月19日 ダブリン・コノリー駅)

路線電化に先立って、1984年にサンディマウント駅、ブーターズタウン駅、ソルトヒル＆モンクスタウン駅の3駅が新しく設置された。
1984年7月23日にDARTが開通し、当時はダブリン北東郊外のホウス駅から、ダブリン中心部のダブリン・コノリー駅、タラ・ストリート駅、ダブリン・ピアース駅を経由し、ウィックロー県にあるブレイ・デイリー駅まで運行されていた。この路線は16年間変化しなかったが、2010年4月10日には、ホウスジャンクション＆ドナミード駅 - マラハイド駅間、およびブレイ・デイリー駅 - グレイストーンズ駅間が電化され、DARTの路線は拡張された。

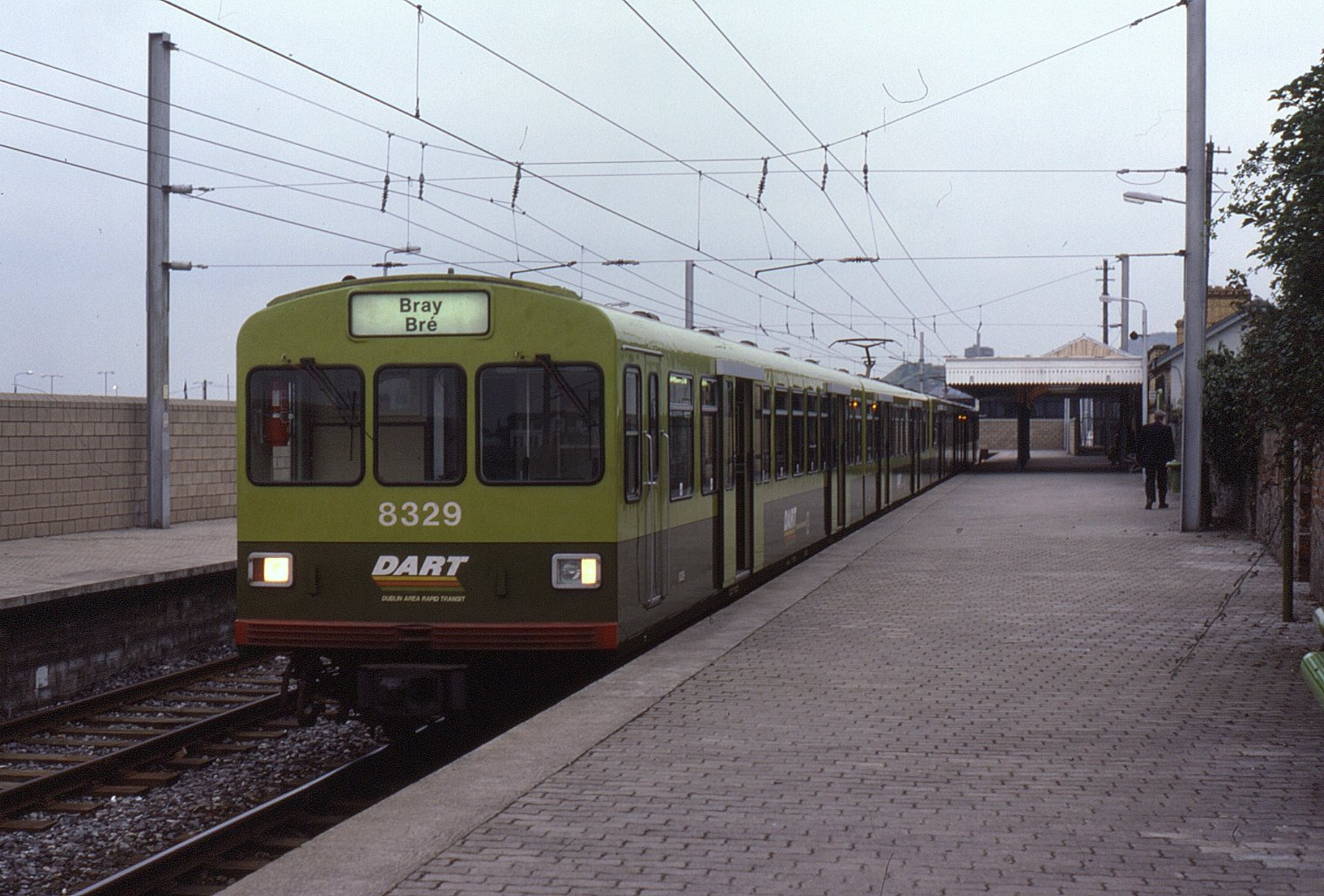
CIÉ8100系（1985年10月19日 ホウス駅）

### 年表
- 1984年
  - 7月23日：DART ホウス駅 - ブレイ・デイリー駅間開業。車両はリンケ＝ホフマン＝ブッシュ製のCIÉ8100系。
- 1987年
  - 2月2日：アイルランド国鉄（Irish Rail）発足。
- 2000年
  - 4月10日：ホウス・ジャンクション＆ドナミード駅 - マラハイド駅間、ブレイ・デイリー駅 - グレイストーンズ駅間電化。
- 2001年
  - 7月6日：東急車輛製造製のIÉ8500系がDARTで4編成で運用開始[6]。
- 2002年
  - 4月2日：東急車輛製造製のIÉ8510系がDARTで3編成で運用開始[6]。
- 2004年
  - 9月17日：東急車輛製造のIÉ8520系がDARTで10編成で運用開始[6][7]。
- 2007年
  - リンケ＝ホフマン＝ブッシュ製のCIÉ8100系がシーメンスにより改修。
- 2008年
  - アルストム製のIÉ8200系がDARTでの営業運転を終了。
- 2010年
  - 4月19日：ホウスジャンクション＆ドナミード駅 - ポートマーノック駅間にクロングリフィン駅が開業[8]。
- 2011年
  - 12月12日： ICカード乗車券リープカード（TFI Leap Card）を導入[9]。
- 2013年
  - 2月8日：アイルランド国鉄の新ロゴを発表。これに伴い、DARTのロゴも変更された[10]。
- 2017年
  - 3月28日：アイルランド政府は「34の戦略的インフラプロジェクト」の一環として、シャンキル駅 - ブレイ・デイリー駅間に新駅となるウッドブルック駅の設置を検討していることを明らかにした[11]。
- 2018年
  - 9月10日：大幅なダイヤ改正に伴い、平日の6時50分から20時の間まで、DARTが15分間隔から10分間隔に増発した（ホウスジャンクション＆ドナミード駅 - ブレイ・デイリー駅間のみ）。また、平日の朝ラッシュ時にポートマーノック駅からの南方面の本数を12本から9本に減らした[12][13]。
- 2019年
  - 5月27日：CIÉ8100/8300系を置き換える新型電車および蓄電池電車を導入する計画を明らかにした[14][15]。

## 運行形態

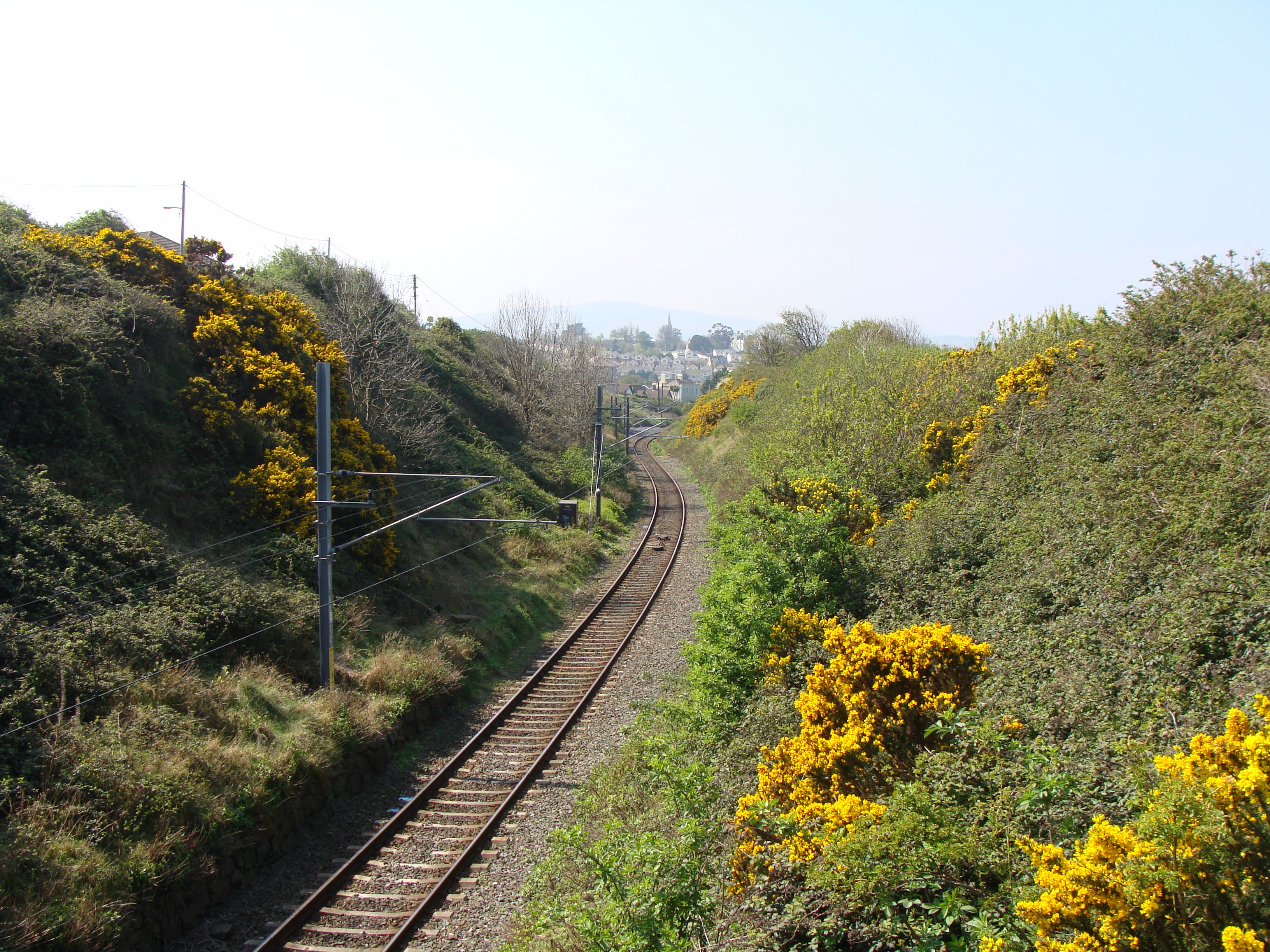
ブレイ・デイリー駅 - グレイストーンズ駅間（単線区間）

DARTは列車種別設定がなく、平行ダイヤが組まれている。列車種別設定はないが、北のホウス・ジャンクション＆ドナミード駅でホウス方面、マラハイド方面に分かれ、交互に運転している。南のブレイ・デイリー駅、次駅のグレイストーンズ駅も同様に交互に運転している。一部の列車は、南方面をダン・レアリー・マリン駅で終点とすることもある。また、深夜時間帯になると一部の列車はダブリン・コノリー駅が終点となる。2018年の大幅なダイヤ改正に伴い、平日はホウスジャンクション＆ドナミード駅 - ブレイ・デイリー駅間で10分間隔の運転をしており、土曜日は通常15分間隔、休日は通常30分間隔の運転をしている。ホウスジャンクション＆ドナミード駅以北は、上述のとおりホウス方面とマラハイド方面に分かれており、20分間隔で交互に運転されている。また、ブレイ・デイリー駅以南のグレイストーンズ方面は単線区間のため、平日・土曜では30分間隔、休日では1時間間隔の運転となっている。
DARTを含むダブリン郊外のすべての列車は、ダブリン・コノリー駅にある列車集中制御装置（CTC）施設によって管理されている。ほとんどが自動化されており、信号装置に2人、踏切に1人、電気制御に1人、電源装置と全体的な監督に1人配置している。CTCには常時、担当者が配置されているが、深刻な問題が発生した場合には運行を継続できる緊急制御室もある。

## 車両

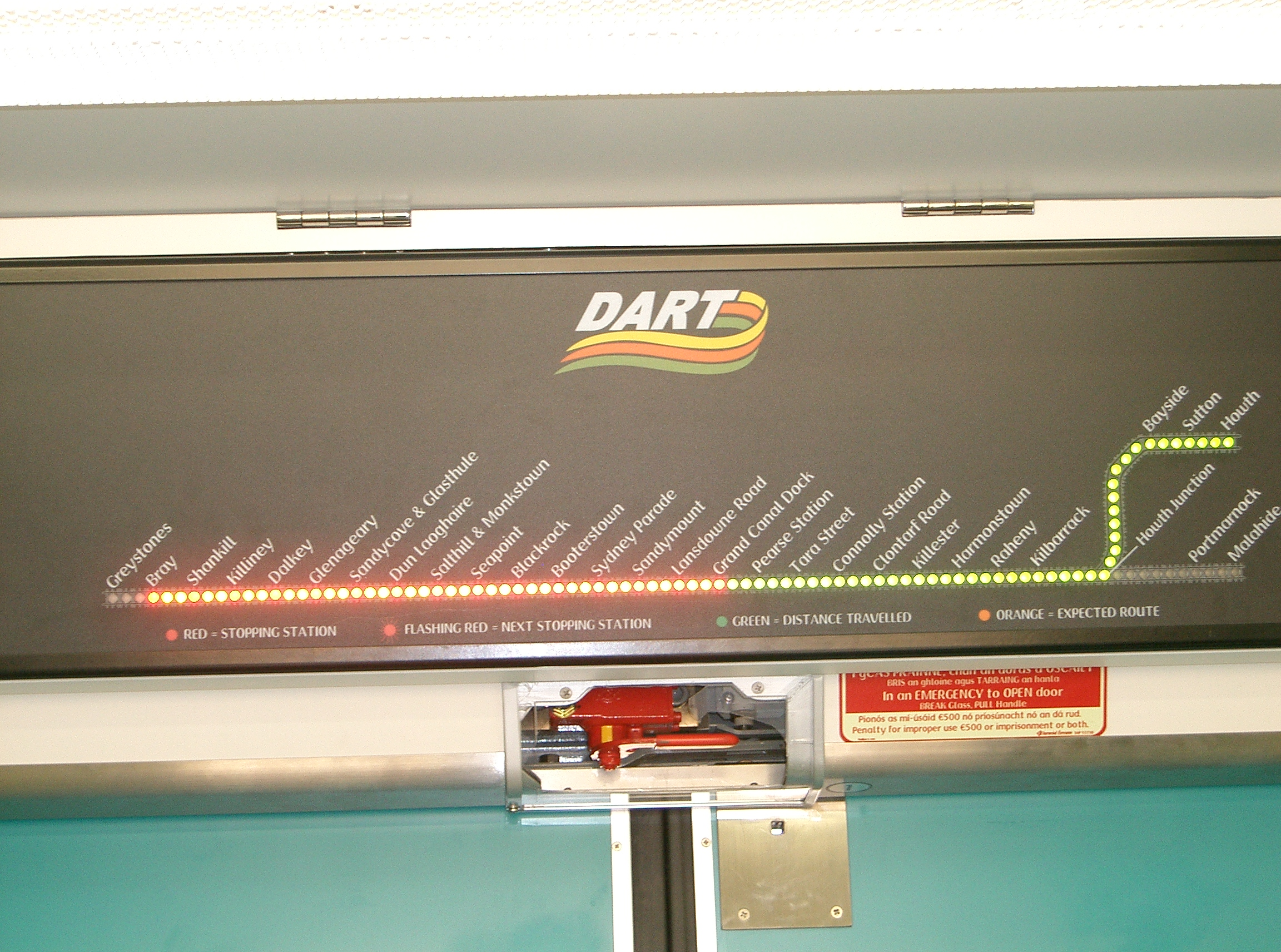
IÉ8510系/8520系に導入されたLEDルートマップ（2010年にクロングリフィン駅が新設されたため、現在は使用中止）

4両、6両、または8両編成として運行している。4両編成は通常、IÉ8500系/8510系/8520系を1編製で構成される。6両編成はCIÉ8100系を3編成で構成される。8両編成はIÉ8500系/8510系/8520系を2編成、またはCIÉ8100系を4編成で構成されている。2007年以前までは、IÉ8500系とCIÉ8100系が連結して運用されることもあったが、シーメンスによるCIÉ8100系の改修をのちに、別々に運用されるようになった。DART開業時は2両編成のCIÉ8100系が40編成導入された。このうち2編成が、2001年7月14日のフェアビューDART車両基地の火災で損傷し、38編成となった。乗客数が年々増加したため、2000年12月には東急車輛製造製の4両編成のIÉ8500系を4編成導入した。IÉ8500系が営業運転で高い信頼性や好評を得た事で、翌2001年にはドア上にLEDルートマップ（路線図式車内案内装置）を装備したIÉ8510系が、2003年から2004年には冷房装置の搭載など仕様変更を行ったIÉ8520系が追加で導入されている。2000年に導入されたIÉ8200系は、2008年まで運用された。また、2003年から2005年にかけて、駅が8両編成に対応できるように長くなり、バリアフリー化された。いずれも全車両、ボタン式半自動ドア、防犯カメラ、LED式車内案内装置、自動音声アナウンス、非常ハンマー格納箱を装備している。

### 現用車両
- CIÉ8100系電車（CIÉ8300系電車とも）
- IÉ8500系電車
- IÉ8510系電車
- IÉ8520系電車

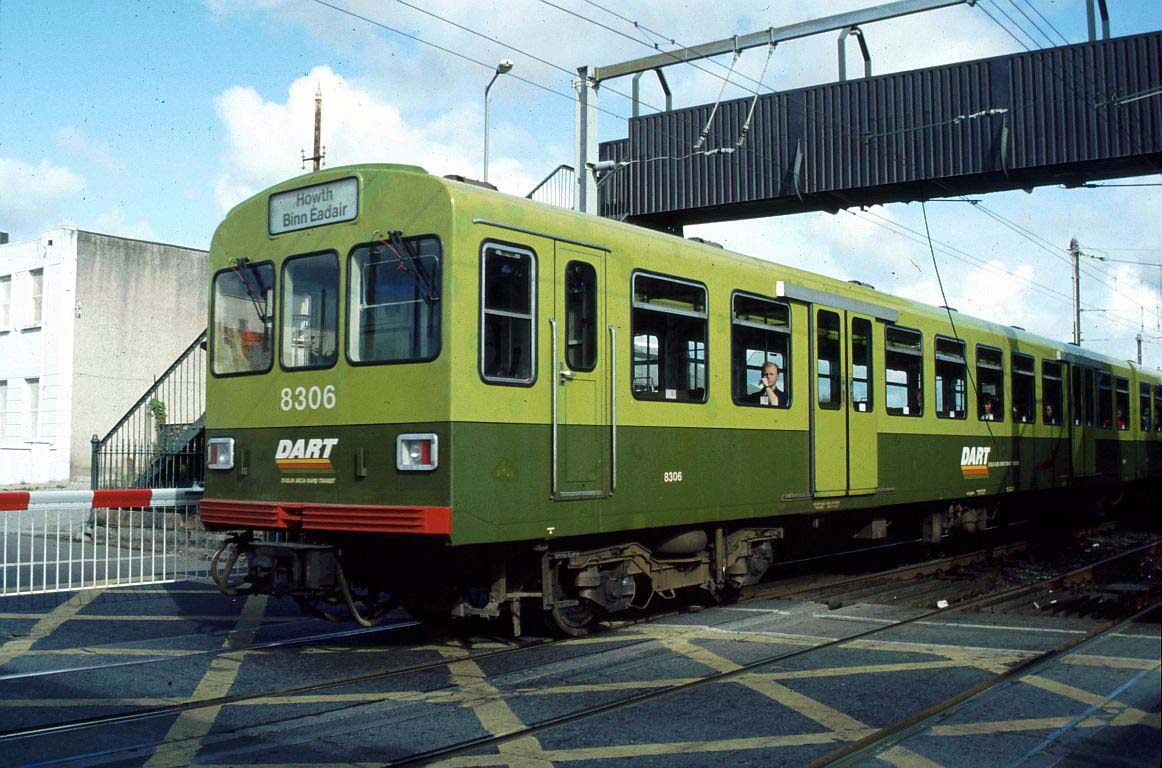
CIÉ8100系（導入時の外観）
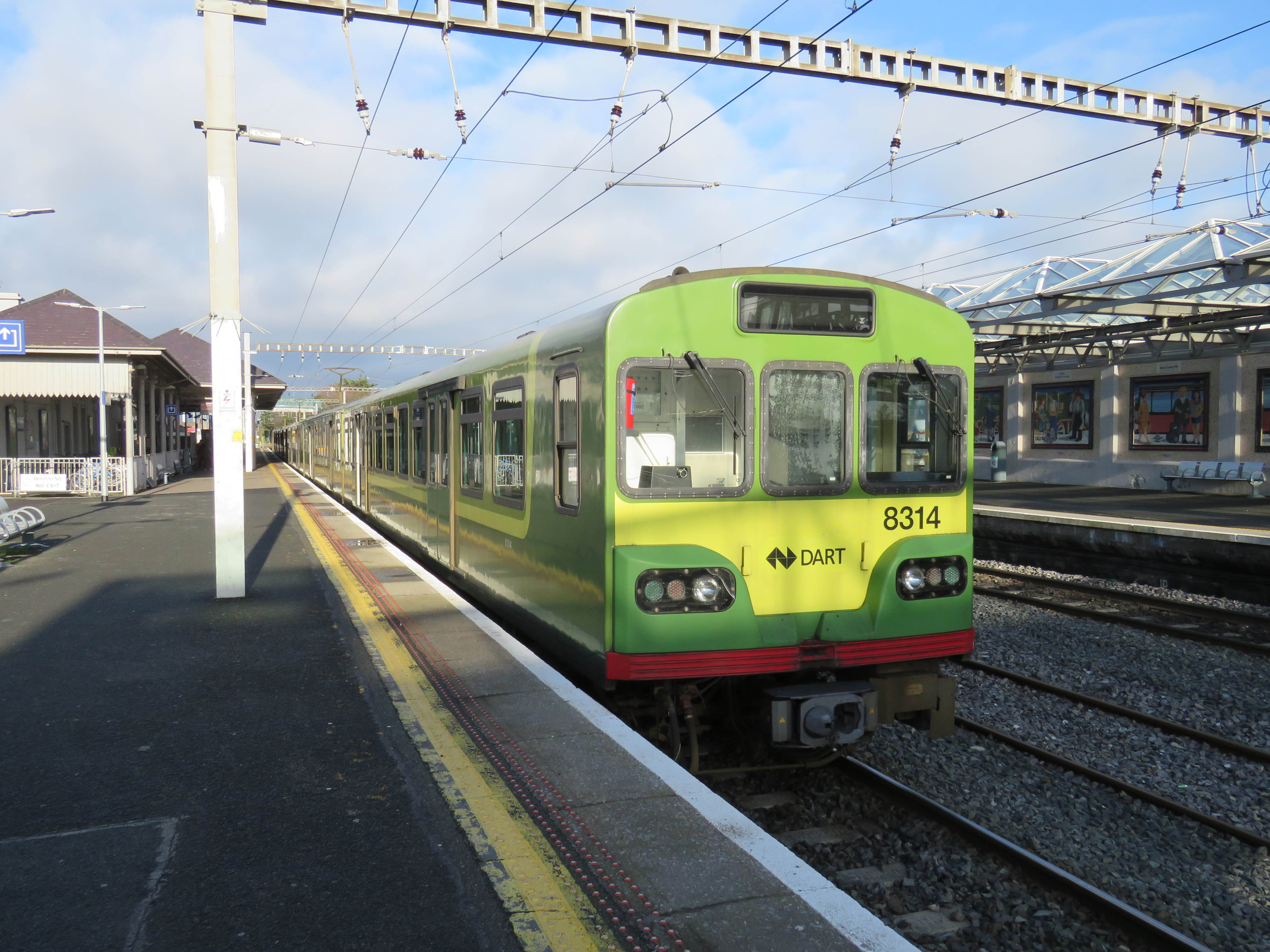
CIÉ8100系（改修後）
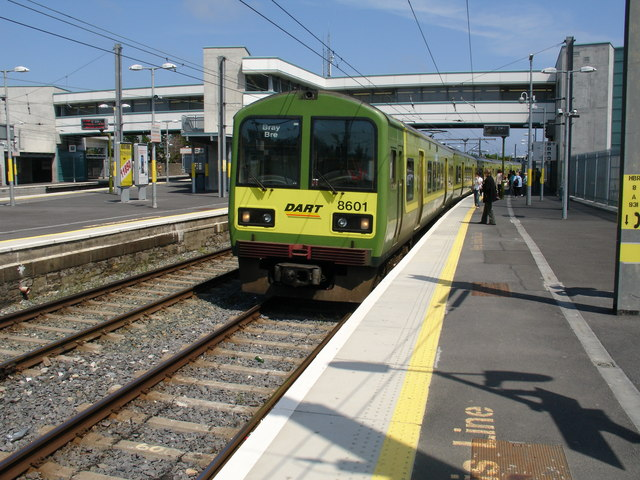
IÉ8500系
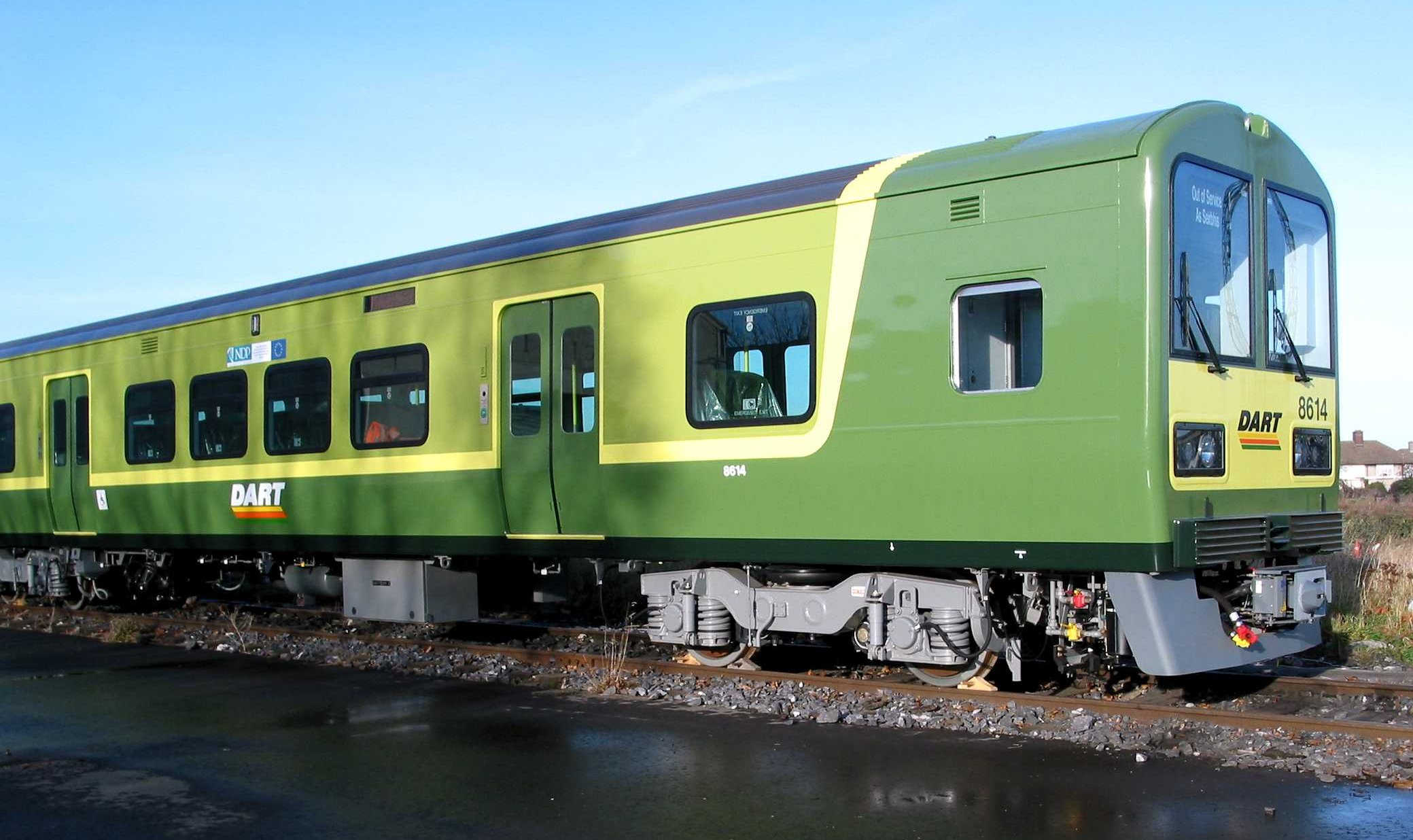
IÉ8510系
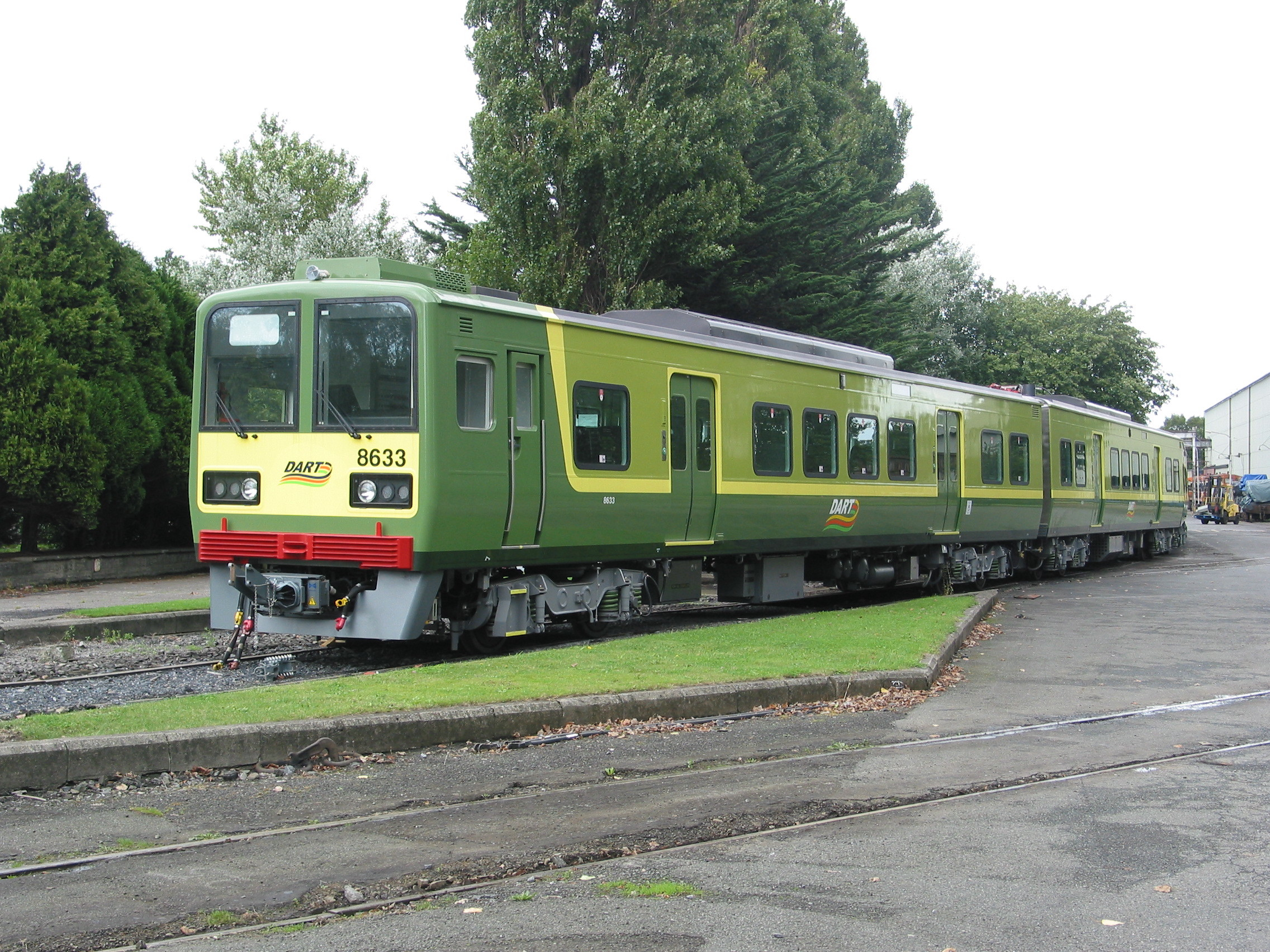
IÉ8520系

### 過去の車両
- IÉ8200系電車

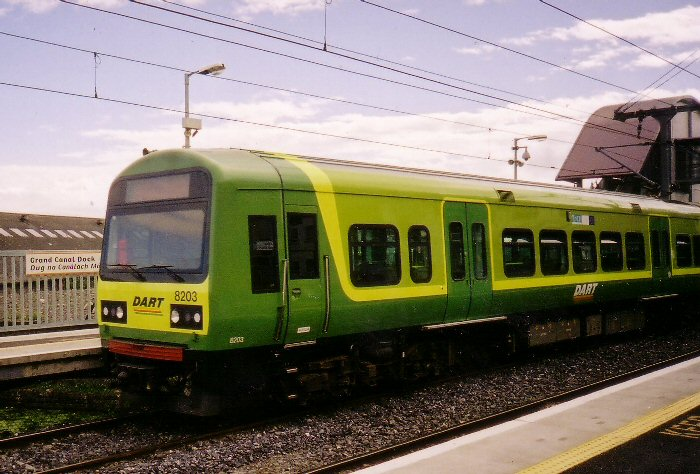
IÉ8200系

### ラッピング車両・広告貸切列車
DARTでは以下のようなラッピング車両・広告貸切列車が運行された。
- エミレーツ航空の広告貸切列車[注釈 2]（IÉ8520系 2012年）
- 1916年イースター蜂起100周年の「1916年百年祭ラッピング」[19][20][注釈 3]（2016年）

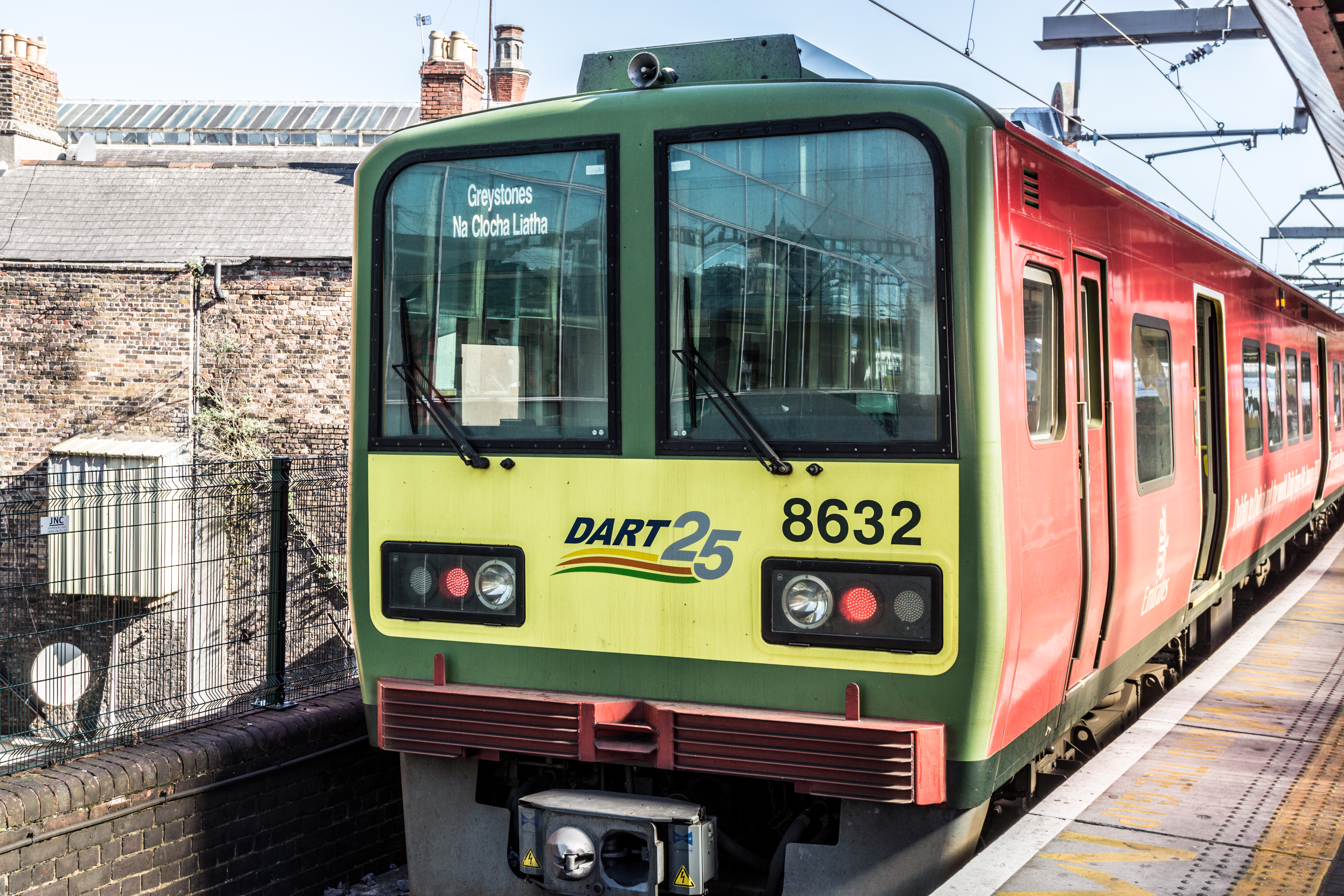
エミレーツ航空ラッピング車（8632編成）

### 導入予定の車両
2008年10月にアイルランド国鉄は、合計432両の電車を2011年から2012年にかけての導入開始を目指し、発注した。しかし、2007年の世界金融危機により景気が悪化したため、発注は保留された。
2019年5月にはDART＋計画（DART+ Project）の一環として、CIÉ8100/8300系を置き換える最大600台の電車および蓄電池電車の車両を導入する計画を明らかにした。新型車両は2024年から運用を開始する予定である。現在の電化方式は直流1500Vだが、新しく電化される区域では交流2500Vで建設する計画のため、新型車両は両方の電圧で動作することが可能になる。

## 沿線概況

### ホウス駅 - ホウス・ジャンクション＆ドナミード駅間（北東線）
ホウス駅 - ホウス・ジャンクション＆ドナミード駅間は唯一のDART専用路線である。ホウス・ヘッド半島のアイリッシュ海沿い（北沿い）を通り、ホウス・ジャンクション＆ドナミード駅でDARTマラハイド線、およびダブリン・コミューター北部線と合流する。

### マラハイド駅 - ホウス・ジャンクション＆ドナミード駅間（北線）
マラハイド駅 - ホウス・ジャンクション＆ドナミード駅間の各駅はDARTのみならず、ダブリン・コミューター北部線もすべて停車する。マラハイド駅を出ると左側（東）にはマラハイド・ゴルフクラブがあり、右側（西）にはポートマーノック競馬場がある。ホウス・ジャンクション＆ドナミード駅でDARTホウス線と合流する。

### ホウス・ジャンクション＆ドナミード駅 - ダブリン・コノリー駅
ホウス・ジャンクション＆ドナミード駅から、平日は10分間隔の運転となる。ラヒーニー駅を出ると左側（南）にセント・アンズ公園、右側（北）にボーモント病院のリハビリ病院であるセント・ジョセフ病院がある。キレスター駅を出ると右側（北）にクロンターフ・ゴルフクラブがある。
クロンターフ・ロード駅 - ダブリン・コノリー駅間にDART専用車両基地であるフェアビューDART車両基地がある。また、同車両基地を過ぎると、トルカ川が流れているイースト・ウォール通り橋を通り、高架線になる。ダブリン・コミューター西部線、西南部線と合流し、西部線のダブリン・ドックランズ方面の路線と立体交差し、ロイヤル運河を渡った後、ターミナル駅の一つであるダブリン・コノリー駅に至る。同駅は、アイルランド国鉄本社があり、北部方面に向かう長距離線のインターシティ、ダブリン・コミューター南東部線、路面電車のルアスレッドラインの起点でもある。

### ダブリン・コノリー駅 - ダン・レアリー・マリン駅
ダブリン・コノリー駅を出ると、南西方面から南東方面と大きくカーブをし、路面電車のルアスのレッドラインと立体交差する。続いてリフィー川をループライン橋で渡り、タラ・ストリート駅に至る。同駅を出るとしばらくは直線に進み、ダブリン大学トリニティ・カレッジの敷地内に入ると緩やかに東へとカーブする。この直後、ターミナル駅の一つであるダブリン・ピアース駅に至る。同駅は、ダブリン・コミューター北部線、西部線の起点である。
ダブリン・ピアース駅を出ると右側（南）にダブリン・ピアース検車区があり、Googleの欧州本社が左側（北）にあるグランド・カナル・ドック駅まで続いている。同駅はダブリン・コミューター南西部線の起点でもある。ここで高架線は終了し、ランズダウン・ロード駅手前のアビバ・スタジアムの横を通り、大使館地区付近に入る。
サンディマウント駅は、多目的会場ホールであるダブリン王立協会（RDS）の最寄り駅である。その後も大使館地区付近を通り、在アイルランド日本国大使館、またセント・ビンセント病院の最寄り駅であるシドニー・パレード駅に至る。同駅の次駅、ブーターズタウン駅に至る頃には、海岸沿いを走行している。ブーターズタウン駅を出るとブラックロック公園の横を走行し、ブラックロック駅に至る。ブラックロック・ショッピングセンター、フラスカティ・ショッピングセンターなどの最寄り駅で、周辺は繁華街としてにぎわっている。
その後も海岸沿いを走行し続け、ダン・レアリー・マリン駅に至る。一部のDARTは、同駅を終点としているため、3番線が終点用ホームとして扱われている。また、長距離線のインターシティ、ダブリン・コミューター南部線の停車駅でもある。かつて定期旅客船が運航されていたダン・レアリー港の最寄り駅であり、港の西桟橋、東桟橋は多くの散歩者でにぎわっている。

### ダン・レアリー・マリン駅 - グレイストーンズ駅
ダン・レアリー・マリン駅を出た後、サンディコーブ＆グラスツール駅まで、トンネルを通過する。ここで一旦海沿いを離れ、グレナギャリー駅の後、ドーキー城の最寄り駅であるドーキー駅に至る。同駅を出ると南東方面から南西方面へと大きくカーブし、海沿いに戻る。キライニー駅へ至る頃には、南方面を向いており、終点まで続く。ブレイ・デイリー駅の手前には、ウッドブルック・ゴルフクラブがあり、同駅で10分間隔の運転は終了する。次駅のグレイストーンズ駅は30分間隔で運転している。ブレイ・デイリー駅 - グレイストーンズ駅間は、DARTの路線で最も長い距離であり、唯一の単線区間でもある。

## 各駅の設備
駅のプラットホームにあるLED式発車標は、電車到着までの待ち時間、運行状況、停車駅に関する情報を旅客向けに案内している。自動アナウンスは、大幅な遅れが生じた場合に行われ、各駅に合わせて調整される。
ほとんどの駅は切符、ICカード乗車券兼用の改札口が設置されているが、一部の駅では切符用の改札口がなくICカード専用の簡易型自動改札機のみが設置されていることもある。切符用の改札の有無に関わらず切符は必要であり、駅の自動券売機、また有人駅の場合、駅窓口から購入できる。ICカード乗車券、リープカードを使用する場合、通常の現金運賃から割引される。かつて、アイルランド国鉄は、ダブリンの他の公共交通機関とともに独自のICカード乗車券を導入していたが、リープカードの導入と同時に廃止された。また、抜き打ちで切符、ICカード乗車券の検査をされることもある。

## データ

### 路線データ
- 路線距離：53km
- 軌間：1600mm
- 駅数：31駅（起終点駅含む）
- 複線区間：ホウス駅/マラハイド駅 - ブレイ・デイリー駅間
- 単線区間：ブレイ・デイリー駅 - グレイストーンズ駅間
- 電化区間：全線（直流1500V）
- 保安装置：ATP（自動列車制御装置）、デッドマンスイッチ、列車無線、乗務員無線
- 最高速度：100km/h[27]

### 利用状況
2018年度の平均通過人員（輸送密度）は約8万2千人。アイルランド国鉄で、一番利用されている路線である。利用者が最も多い駅は、ダブリン・ピアース駅であり、2018年度の1日の平均利用者が北方面で4485人、南方面で6150人であり、利用者数が北方面で4000人、南方面で5000人を超える唯一の駅である。

### 駅一覧

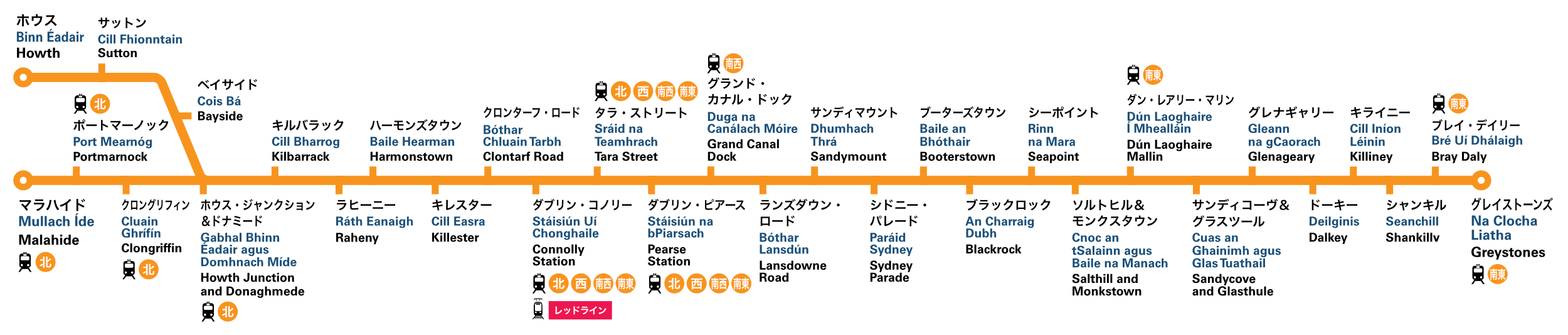
DART路線図および接続する路線

| ホウス分岐点以北 - マラハイド駅 - ポートマーノック駅 - クロングリフィン駅 |  | ホウス分岐点位北東 - ホウス駅 - サットン駅 - ベイサイド駅 |

ホウス分岐点以南
- ホウス・ジャンクション＆ドナミード駅
- キルバラック駅
- ラヒーニー駅
- ハーモンズタウン駅
- キレスター駅
- クロンターフ・ロード駅
- ダブリン・コノリー駅

#### リフィー川以南
- タラ・ストリート駅
- ダブリン・ピアース駅
- グランド・カナル・ドック駅
- ランズダウン・ロード駅
- サンディマウント駅
- シドニー・パレード駅
- ブーターズタウン駅
- ブラックロック駅
- シーポイント駅
- ソルトヒル＆モンクスタウン駅

#### ダン・レアリー以南
- ダン・レアリー・マリン駅
- サンディコーブ＆グラスツール駅
- グレナギャリー駅
- ドーキー駅
- キライニー駅
- シャンキル駅
- ブレイ・デイリー駅
- グレイストーンズ駅

DARTは基本的に複線だが、ブレイ・デイリー駅以南はDARTで唯一の単線区間となる。

## 今後の計画

### DART＋計画
DART＋計画（DART+ Project）とは、現在の路線を沿岸の幹線を超えて北と西へ拡張する計画である。
2018年2月に、アイルランド政府と国家交通局（NTA）は、ドロヘダ・マクブライド駅、メイヌース駅、ヘーゼルハッチ＆セルブリッジ駅、M3パークウェイ駅、ドックランズ駅への路線を電化する10年計画を発表した。また、新しい駅を設置することも計画されている。メイヌースに新しい車両基地も設置し、信号と踏切の閉鎖を行う工事も予定されている。2020年9月現在、意見公募手続段階に進んでいる。
2019年5月にはCIÉ8100/8300系を置き換える最大600台の電車および蓄電池電車の車両を導入する計画を明らかにした。
2019年6月にはヘーゼルハッチ＆セルブリッジ駅とフェニックス公園トンネルの電化の初期設計を開始した。また、ダブリン・ヒューストン駅 - パークウェスト＆チェリー・オーチャード駅間を複々線化、およびぺレッツタウン駅の設置が発表された。

### DART地下トンネル（無期限保留中）
1972年頃から、ダブリン中心部にDART専用のトンネル、「インターコネクター」（のちのDART地下トンネル）の建設が提案されていた。
2010年5月にはダブリン市の岸壁にあるスペンサードックのドックランズ駅とダブリン・ヒューストン駅を結ぶ専用のトンネル、DART地下トンネル（DART Underground）の計画が立てられた。DART地下トンネルの長さは約7.6kmの予定であり、地下駅となるドックランズ駅、ダブリン・ピアース駅、セント・スティーブンス・グリーン駅（未設）、クライストチャーチ駅（未設）、ダブリン・ヒューストン駅、また地上駅となるインチコア駅（未設）を北部線とキルデア線で合流する計画である。ダブリン・ピアース駅が、DART地下トンネル線と既存のDART本線の乗換駅となる予定である。当時の計画では、2012年に建設工事が開始され、2018年に運用開始となる予定だった。
2015年9月にDART地下トンネルの計画は、無期限に保留された。

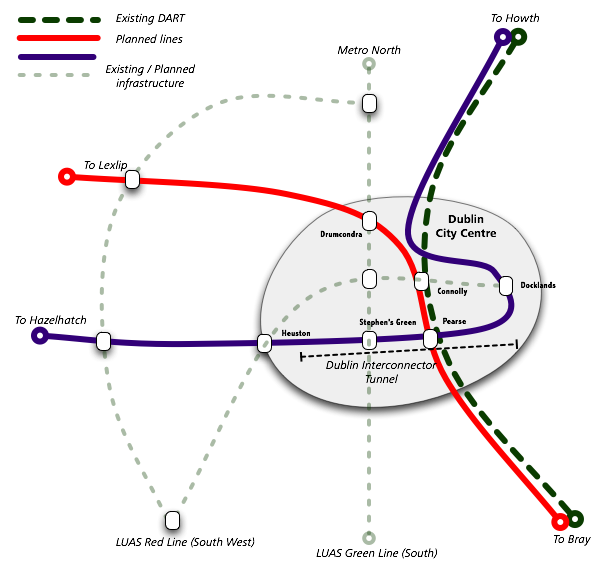
ダブリン市内におけるDART1号線（橙）とDART2号線（紫）の計画路線図

#### DART1号線
DART1号線は、現在のDARTのダブリン・コノリー駅以南線が同駅から西に分岐し、電化予定区間のメイヌース駅まで運行する計画である。2015年9月にDART地下トンネルの計画とともに、DART1号線の計画は、無期限に保留された。

#### DART2号線
DART2号線は、現在のDARTのダブリン・コノリー駅以北線がDART地下トンネルを使用し、スペンサードックのドックランズ駅とダブリン・ヒューストン駅を経由し、キルデア線と合流する計画である。2009年4月にDARTの路線が、電化工事によりドロヘダ・マクブライド駅まで拡張する計画が発表された。2015年9月にDART地下トンネルの計画とともに、DART2号線の計画は、無期限に保留された。